# 里兹万·库尔班诺夫
里兹万·达尼亚洛维奇·库尔班诺夫（羅馬化：Rizvan Daniyalovich Kurbanov；1961年1月3日—）是俄罗斯政治人物，第六届、第七届、第八届国家杜马代表。
库尔班诺夫首先在达吉斯坦检察官办公室担任调查员，然后担任共和国副检察官。后来，他在中央联邦管区司法部继续其职业生涯。2010年，他被任命为达吉斯坦第一副总统。次年，他当选第六届国家杜马代表。2016年、2021年，他连续当选第七届、第八届国家杜马议员。在国家杜马，他加入了安全与反腐败委员会以及外国干涉俄罗斯内政调查委员会。
2010年，库尔班诺夫获得法学全博士学位。然而，2018年，他被阿列克谢·格里什科韦茨教授指控抄袭，该教授在库尔班诺夫的著作中发现了自己在2004年答辩的论文。

## 制裁
库尔班诺夫于2022年因俄乌战争而受到加拿大和英国政府制裁。

## 荣誉
- 勇气勋章（英语：Order of Courage (Russia)）